# Stylopage scoliospora
Stylopage scoliospora är en svampart som beskrevs av Drechsler 1939. Stylopage scoliospora ingår i släktet Stylopage och familjen Zoopagaceae.   Inga underarter finns listade i Catalogue of Life.